# NGC 5097
NGC 5097 ist eine 14,6 mag helle elliptische Zwerggalaxie mit ausgedehnten Sternentstehungsgebieten vom Hubble-Typ E4 im Sternbild Jungfrau auf der Ekliptik. Sie ist schätzungsweise 102 Millionen Lichtjahre von der Milchstraße entfernt und hat einen Durchmesser von etwa 15.000 Lichtjahren.
Im selben Himmelsareal befinden sich u. a. die Galaxien NGC 5070, NGC 5077, NGC 5079, NGC 5088.
Sie wurde am 3. Juni 1886 vom US-amerikanischen Astronomen Lewis A. Swift entdeckt.